# Characodon garmani
Characodon garmani foi uma espécie de peixe da família Goodeidae.
Foi endémica da México.